# Homoneura wheeleri
Homoneura wheeleri är en tvåvingeart som beskrevs av Miller 1977. Homoneura wheeleri ingår i släktet Homoneura och familjen lövflugor.
Artens utbredningsområde är Colorado. Inga underarter finns listade i Catalogue of Life.